# Smutsia
Smutsia és un gènere de pangolins de la família dels mànids. El grup inclou les espècies terrestres africanes de pangolins. Tenen un àmbit de distribució extens. Els seus hàbitats són els boscos espessos i els paisatges oberts. Es tracta d'animals solitaris que s'alimenten principalment de formigues i tèrmits. La caça intensiva ha provocat una minva important de les seves poblacions. Encara hi ha molts científics que consideren Smutsia un subgènere de Manis, però una anàlisi morfològica confirmà que es tracta d'un gènere a part.